# Nocticola sinensis
Nocticola sinensis är en kackerlacksart som beskrevs av Filippo Silvestri 1946. Nocticola sinensis ingår i släktet Nocticola och familjen Nocticolidae. Inga underarter finns listade i Catalogue of Life.